# ابرهارد بدنشاتس
ابرهارد بدنشاتس (انگلیسی: Eberhard Bodenschatz؛ زاده ۱۹۵۹) یک فیزیک‌دان اهل آلمان است. او در روز ۲۲ اپریل ۱۹۵۹ در رهوا متولد شد. وی دکترای خود را در رشته فیزیک نظری از دانشگاه بایرویت در سال ۱۹۸۹ دریافت کرد. در سال ۱۹۹۱، در طول تحقیقات فوق دکتری خود در دانشگاه کالیفرنیا در سانتا باربارا، او یک موقعیت علمی در رشته فیزیک تجربی در دانشگاه کرنل دریافت کرده‌است. از سال ۱۹۹۲ تا سال ۲۰۰۵، در زمان تصدی خود در کرنل او به عنوان استاد مدعو در دانشگاه کالیفرنیا در سن دیگو بود .(۱۹۹۹–۲۰۰۰). او در سال ۲۰۰۳ عضو هیئت علمی انجمن ماکس پلانک و مدیرعامل کمکی (۲۰۰۳–۲۰۰۵) / مدیر عامل (از سال ۲۰۰۵) در مؤسسه ماکس پلانک برای دینامیک و خود سازمان شد.